# Jaime Serfaty Laredo
Jaime Serfaty Laredo (Tetuán, Marruecos español, 16 de diciembre de 1929 - 13 de mayo de 2003) fue un industrial y poeta español.

## Biografía
Creció en una familia conservadora y tradicionalista judía de origen sefardí. Hijo de Salomón Serfaty Obadia (Salomón El Rubio) y de Zahra Laredo, tenía doce hermanos. Estudió en Tetuán hasta su traslado (debido al estallido de Guerra civil española) a Tánger y luego a Gibraltar. Posteriormente, volverá a instalarse en Tetuán.
En Marruecos se dedicó a la industria disquera hasta que decidió trasladarse a Caracas (1962), donde inicialmente continuó con negocios disqueros para finalmente dedicarse al área textil.
Durante sus primeros años en Venezuela, contribuyó con decenas de familias judías de Marruecos a emigrar a ese país, fue directivo de entidades comunitarias, y miembro de la Academia Venezolana de la Cultura Hispánica.

## Obra literaria
Durante sus años de noviazgo dedicó poesías a su esposa Esther, luego se dedicó a escribir esporádicamente. Tras la muerte de su mujer, publicó el libro "El Romántico" (1997), donde demuestra el gran amor que sentía por su esposa, su familia, sus amigos, a Marruecos y Venezuela.

## Vida personal
Se casó en 1957 con Esther Cohen Nahon con la que tuvo cuatro hijos (Salomón, Sara, Donna y Raquel) y seis nietos (Saul, Jaime, Moises, Daniela, Mariela y Jonathan). 
- Datos: Q5925361